# Міфіка: Завдання для героїв
Міфіка: Завдання для героїв (англ. Mythica: A Quest for Heroes)
 — американський фільм у жанрі фентезі — бойовика американки Ан Кей Блек.

## Сюжет
Троє авантюристів — воїн, злодій і учень чародія, вирушають в подорож, щоб допомогти молодій жриці врятувати сестру з полону, яку викрав людожер.

## У ролях
- Мелані Стоун
- Кевін Сорбо
- Адам Джонсон
- Джейк Стормоен
- Ніккі Поснер
- Крістофер Робін Міллер

## Відгуки
Популярний актор історичних екшн-фільмів 1990-х років Кевін Сорбо так відгукується про проєкт: «„Міфіка“- це стрічка по типу „Володаря перснів“, я там граю такого собі Гендальфа …».